# 淳于髠
淳于 髠（じゅんう こん、生没年不詳、紀元前4世紀ごろ）は、中国戦国時代の人物。斉の威王に仕えた、稷下の学士の一人である。元々は贅壻（入りむこ、奴隷）であったが、才能によって立身出世を果たした。
名の「髠」は丸坊主を意味する言葉で、贅壻の身分であった（頭を丸刈りにする風習があった）ことに由来するとされる。

## 史料
『史記』（特に滑稽列伝）のほか『孟子』『呂氏春秋』『戦国策』『説苑』などに登場する。

## 生涯

### 淳于髠の出で立ち
淳于髠は元々、斉の平民であったが、親が貧しかった。淳于髠には兄弟が多くいたが、その中で、淳于髠が一番醜かったため、奴隷にさせられ、親は残りの兄妹を養う事ができた。
そもそも、淳于髠は、身長は五尺に満たず、容貌は一度会ったら忘れられないほど醜いものであり、鼻孔は天井を向いており、両眼は大きさもそれぞれ違った。しかも、体力はあまりないため、農工生産よりも、家事雑役に従事することとなった。しかし、淳于髠は小さい頃から奴隷という身分にさせられたため、相手の機嫌を損なわないように行動するための、読心術の名手となった。
淳于髠は、奴隷を増やす、という生産手段のために、奴隷主によって結婚させられることになるが、その相手の女性も奴隷である。その女性は、自分の事を美しい、と思っていたため、淳于髠を見てあまりの醜さに驚いた（奴隷の結婚は、当事者には何の発言権もない）。すると、淳于髠は、妻の心のうちを言い当て、「これは主人の命令だ。俺の事を悪く思わないでくれ」と言ったため、妻はまたも驚いた。次いで、妻が子供の容姿の心配をしていれば、「お前が綺麗だから醜い子供は生まれない」と思うと言うので、妻の方は気味が悪くなり、訳を尋ねれば、「お前の顔に書いてあるからだ」と答え、続いて彼女が淳于髠の背丈の低さを嘆いていることをも言い当てた。
妻は奴隷主を相手にするよりも、将軍や高官を相手にするよう言い、そのようにしてみると、早速奴隷の身分を脱する事ができた。そして、当時の斉の王であった威王の側近となった。

### 三年鳴かず飛ばず
父の桓公の後を継いで、即位したばかりの威王は
隠を喜び、好んで淫楽長夜の飲を為す。沈湎（酒におぼれること）して治めず、政を卿大夫に委せ、百官荒乱し、諸侯並び浸し、国且に危亡せんとすること、旦暮に在り。左右、敢えて諫むる莫し。
と記されていた。隠とは「隠語」のことで、謎かけが好きな威王は、側近とも謎かけで語っていた。しかし、自分の出した謎が早く解けると機嫌が悪くて首が飛ぶかもしれず、側近たちは苦労した。そのころ、三晋（韓、魏、趙）は斉を侵略し、攻撃していた。この侵攻に、斉は手も足も出なかった。そんな状態が九年続き、斉は各国から見くびられていた。そのような状態の中、淳于髠は、威王に謁見し謎かけを使い、「わが国に大きな鳥がいます。王宮の庭に止まって、三年のあいだ、飛ばず、鳴かずです。王様、これが何という鳥かご存知ですか?」と言った。これに対して威王は、
此の鳥、飛ばずば即ち已まん。一たび飛ばば天に沖せん。鳴かずば即ち已まん。一たび鳴かば人を驚かさん。
と答えた。「この鳥は、飛ばなければ飛ばぬままだけれど、一度飛べば天へ飛躍するだろう、この鳥は、鳴かなければ鳴かぬままだけれど、一度鳴けば人を驚かすだろう」、という意味である。
その後、淳于髠は威王に仕えた。名君として振る舞った威王は斉の国中に県の長官72人を召集して、業績のあった一人を賞し、業績のなかった一人を罰した。そして、兵を整えて猛然と出撃した、三晋などの各国の君主は驚愕して、斉から奪った土地を返した。以降から威王の威光による治世は36年に及んだ。

### 楚の斉への侵攻
威王の8年（紀元前371年）に楚の粛王は大軍を率いて、斉を討伐した。威王は淳于髠を使者として趙に派遣させ、その際に百斤の黄金と四頭立ての馬車と馬を十台分を持参するように命じた。淳于髠はそれを知ると身をそらせて天に向かって大笑いした。そのときに淳于髠の冠のひもが切れてしまった。
淳于髠を見た威王は「先生は持参する贈り物が少ないと判断されたのか?」とたずねた。淳于髠は「いえ、そうでもありません」と述べた。しかし、威王は「先生が大笑いしたのは何か理由があるからでしょう」と言った。すると、淳于髠は「先ほど私は東方からここに参ったのですが、道端で田の神を祀って祈願する者を見かけました。彼は豚の脚先ひとつと一椀の酒を持参して、「高い痩地でも籠いっぱい、低い肥地なら車いっぱい、五穀みなみな豊かに実って、たんまりと家がいっぱいになりますように」と述べておりました。私が王から持参を命じられた荷物を見て、なんと貧弱であるなと思い、王の望みがそれと比較して大きいと思いついに笑ったのでございます」と述べた。これを聞いた威王は急遽千溢の黄金、十双の白い璧玉、四頭立ての馬車と馬を百台分に変更させた。
淳于髠は趙の成侯に謁見して、成侯は斉に対して十万の精鋭と千台の戦車を貸し出してくれた。楚の粛王はこの報を聞くと、その夜のうちに引き揚げた。

### 酒宴
威王は大変喜んで、自ら淳于髠を奥御殿の酒宴に招いた。威王は「先生はどれくらいで酔われるかな?」と言った。淳于髠は「私は一升で酔い、一斗でも酔います」と述べた。不思議に思った威王は「先生は、一升でも一斗でも酔われると言われた。どうして一斗でも飲めるのかその理由を訊きたいものだ」と言った。淳于髠は「王の御前で酒を飲むと、私は王のそばにおられる監察官を意識して、恐れ多くも這いつくばって一升で酔うのでございます。もし、私の親のところに立派なお客が訪ねた際には、私は袖をたくし上げて、体をこごめて前に出て酒を差し出します。おりおりに残りの酒をいただくと、盃をささげてお客をことほぐす言葉で申し上げますが、このようにたびたび立ち上がるのでは、私は飲んでも二升を越えずにすぐに泥酔してしまいます。もし、しばらく顔を合わせてない友人と急に酒を飲みかわすときには、楽しい思いで話や心の中で語り合うときには、ついつい五・六升くらいは飲んで酔います」と述べた。
引き続き淳于髠は「わたしも村里の集いで男女に混ざって座って、徳利はあちらやこちらにとどまり、双六や輪投げの賭けに遊び、誘い合って組を作ります。また、男女が手を握り合っても処罰されずに、目を見つめ合うことも禁じられずに、前には耳飾りが落ちていると思えば、後ろには簪が抜けて落ちたままになっていることがあります。そのような感じならば私は心から楽しんでおり、八升ほど飲んでも酔うのは二、三度ほどでございます。さらに日暮れに近づいて酒宴が終わろうとするときに、樽の残りをある場所に寄せ集めて、座席をひと場所にかため、男女が同じ場所に座り、上履きは散乱し盃も皿も引っくり返っております。やがて、座敷の灯火が消されて主人はこの私を残して、他の客を送り出します。そして、残ったもうひとりの客の絹の肌着の襟がほどき、濃厚な香気が鼻に刺激します。そのような状況になるとこの私は気分が高まり、一升の酒が飲めるのです。そのために「酒を極めれば乱れあり、楽しく極めれば悲しみあり」と申します。そのように万事がその通りでして、「極める」といけない、同時に「極める」と衰えるのである、という言葉がございます」と述べた。
淳于髠はこのようにして、威王を諌めたのである。威王は「なるほど、先生の申す通りだ」と言って、深夜に酒宴を禁じたのである。以降から威王は淳于髠を諸侯の接待役に任命して、斉の酒宴には淳于髠が威王のそばにいたのである。

### 斉の魏への侵攻
あるとき、斉の王（威王？）は魏を討伐した。戦国策によると、困った魏は、人をやって淳于髠のところへ遣わせ、
「斉が魏を攻めるのを止められるのは、先生を置いて一人しかおりません。先生には進物として、我が国に伝わる璧を二対、模様のある美しい馬八頭を差し上げますからどうかお受け取りください。」
と伝えた。それを聞いた淳于髠は、
「承知した。」
と返事をした。そして、参内して王にむかい、こう説いた。
「魏は斉の同盟国であり、楚は斉の仇敵であります。同盟国である魏を伐って、仇敵の楚に我が国の疲れに付け入る隙を与えることは、同盟国を攻める、という悪名を被ると同時に、仇敵につけ入れられる、という危険を伴います。なので、魏を攻めることは、王さまのために賛成いたしかねます。」
すると、王は、なるほど、と思い、魏を攻めることを中止した。
その後、斉の賓客が、王に、
「淳于髠は、魏から璧と馬をもらったので、魏を伐つな、と申したのでございます。」
と告げ口したので、王は淳于髠を呼んで、
「先生は、魏の璧や馬をもらった、と聞くが、それは本当か？」
と尋ねた。すると、淳于髠は、
「本当でございます。」
と答えた。それを聞いた王は、
「では、先生が、私のために賛成できない、というのはどういうことか。」
と問い質した。淳于髠はそれに対し、
「魏を伐つことが我が国にとって不利ならば、魏が、魏を伐つな、と説く私を戦場で刺し殺すことが、王さまにとっては損になります。魏を伐つことが我が国にとって本当に不利ならば、魏が、魏を伐つな、と説く私を大名に取り立てることが、王さまにとっては得になります。それに、この戦を始めなければ、王さまは同盟国を伐った、という非難を浴びることもありませんし、魏は滅ぼされることもないですし、魏の人民は兵難に合うこともなく、私は璧と馬という宝を手に入れることができます。それで、王さまには何の差し障りがありましょう。」
と言葉巧みに答えた。そこで、王は淳于髠を咎めずにおいた。

### 人材推挙
また、淳于髠は人材推挙も行った。このことに関して戦国策にある記述がある。淳于髠は一日に七人もの人物を宣王にお目通りさせるので、不快に思った宣王は、淳于髠にむかい、
「先生よ、もっとこちらに寄りなさい。そして私の話を聴きなさい。私が聞くところによれば、『士』とよばれる立派な人物は、千里四方を捜してもたった一人やっといるほどなのに、肩を並べて立っているほど多過ぎるし、『聖人』という完璧な人物は、百代にたった一人やっといるほどなのに、踵を接してやって来るほど多過ぎる、という。今、先生は一日に七人もの人材をお目通りさせているが、人材とはそんなに多くいるものなのかな？」
と言った。すると、淳于髠は、
「いや、そうではございません。鳥は翼の形の同じものが集まって群れを成しますし、獣は足の形の同じものが集まって行動します。もしも、柴胡や桔梗といった山の薬草を湿原に求めても、何代にもわたって探したところでただの一本も手に入らないでしょうが、梁父やこうしょのような山の北側を捜せば、多くの車に積み込むほどに手に入るでしょう。このように、物にはそれぞれ類があるのです。その中では、私は賢者の類です。王さまが、人材を私にお求めになるならば、それは、水を黄河から汲み取り、火をひうちから取り出すようなものです。私はこれからも人材をたくさん推挙するつもりです。なぜ七人だけに限りましょうか。」
と言ったため、宣王は何も言えなかった。

### 稷下の学士の創立
また、淳于髠は威王を覇者にするために、人材を積極的に登用することを勧めたといわれる。そこで、稷下の学士が登場することになった。彼らは、斉に高給で雇われた学者で、儒家や法家、道家や墨家などのいろいろな人々が集まった。彼らは大邸宅に住み、日々集まっていろいろなことを論じ合った。しかし、彼らは基本的に斉の要職に就くことはなく、政府はその討論から出てきた論理で役に立ちそうなものを政治に転用した。
宣王、文学遊説の士を喜ぶ。鄒衍、淳于髠、田駢、接予、慎到、環淵の徒の如きより七十六人、皆、列弟を賜い、上大夫と為す。治めずして議論す。是を以て斉の稷下の学士、復た盛んにして、且に数百人ならんとす。
と史記にある。なお、この記述は戦国策にもあるが、史記は主に戦国策を基にして作られたからだと思われる。戦国策の場合では、初めの宣の字がない。